# Upline Group
Upline Group, fondée en 1992, est la filiale qui regroupe et développe l’ensemble des métiers de la banque d’investissement de la Banque Populaire du Maroc.

## Historique
Fondée en 1992, Upline Group est la banque d’affaires qui regroupe et développe l’ensemble des métiers de la banque d’investissement du Groupe Banque populaire du Maroc.
Véritable acteur de référence et partenaire privilégié des grandes entreprises et institutions, Upline Group, a adapté son organisation en plusieurs lignes métiers : conseil & ingénierie financière, gestion d’actifs, intermédiation boursière, bourse en ligne, capital investissement et courtage en assurance.
Fort de son organisation en branches et en filiales spécialisées par activité stratégique, Upline Groupe dispose d’un large réseau relationnel de clientèle privée et institutionnelle, aussi bien au niveau national qu’international.
Les équipes d’Upline Group sont des spécialistes métiers qui disposent d’une expertise importante ainsi que de solides connaissances du marché financier les plaçant, ainsi, aux meilleurs niveaux et standards internationaux. Parce que chaque opération est unique, Upline Group s’adapte aux besoins spécifiques de chaque entreprise et à ses caractéristiques afin de mieux répondre à ses attentes avec toujours le même souci de qualité.

## Métiers

### Corporate Finance
Banque d’affaires de renom sur le marché marocain, Upline Corporate Finance, a su depuis sa création développer une expertise régionale de ses activités en Afrique du Nord et de l’Ouest.    
UCF propose à ses clients - entreprises privées et publiques, investisseurs et institutionnels - l'ensemble des services d’ingénierie financière: fusions et acquisitions; conseil en financement, en levée de capitaux (dette et fonds propres), en restructuration;...   
Près d’une vingtaine de banquiers d’affaires se mobilisent pour répondre aux missions les plus diverses : OPA / OPE (Offres publiques d’Achat ou d’échange), fusions, cessions, acquisitions, restructurations de dette ou de capital, opérations à effet de levier (LBO), et levée de fonds,...
Notre objectif : offrir la réponse la mieux adaptée aux besoins de nos clients et construire avec eux une relation sur le long terme. Pour cela, nos équipes s’appuient sur un véritable conseil indépendant et sur des solutions originales et sophistiquées, créatrices de valeur.

### Asset Management
S'appuyant sur l’étendue du réseau et les synergies du Groupe Banque Populaire, Upline Capital Management (UCM) est aujourd’hui l’un des principaux acteurs nationaux de l’industrie de la gestion d'actifs au Maroc.
Fondée en 1999, UCM est une société de gestion d'actifs, soutenue et détenue à 100 % par le Groupe Banque Populaire, par le biais de la Banque d’Affaires Upline Group.
Cet adossement permet de proposer aux clients une transversalité de la prestation bancaire et des synergies à tous les niveaux ; synergies caractérisées par une approche rationnelle (maîtrise des coûts) et fiable (traçabilité et réactivité) du périmètre Client.
Le modèle multi-expert d'UCM repose sur des équipes de spécialistes de l'investissement gérant des produits intégrant une ou plusieurs classes d'actifs ainsi qu’une équipe Structuration et Innovation qui axe ses efforts sur des solutions d’investissement nouvelles.

### Intermédiation Boursière
Upline Securities est un intervenant de référence sur le marché boursier marocain. La société de bourse se positionne sur une large clientèle locale et internationale assurant des exécutions efficientes.
Au-delà de la simple exécution, Upline Securities se base sur une démarche conseil objective et offre aux investisseurs des services complets :
- Courtage en bourse
- Gestions sous mandat
- Programmes d’animation et de rachat
- Prêt emprunt de titres
- Contrepartie
- Analyse et recherche
- Dépositaire

### Bourse en Ligne
ICF AL WASSIT, société de bourse filiale d'Upline Group, spécialisée dans la Bourse en Ligne, offre à ses clients une plateforme sécurisée, pratique et performante afin d’effectuer des transactions boursières en temps réel, en toute autonomie et simplicité.

### Private Equity
Upline Alternative Investments, holding de participations détenu à 100% par Upline Group, est spécialisée dans la gestion des fonds d’investissement et organisée autour de 4 sociétés : 
1. Upline Investments
Société de gestion de fonds de capital investissement.
2. Upline Multi Investments
Société de gestion du fonds de fonds Chaâbi Capital Investissement. 
3. Upline Real Estate Investments
Société de gestion des fonds touristiques et immobiliers. 
4. Upline Infrastructure Investments
Société de gestion du fonds Infrastructure.  

### Courtage en Assurance
Upline Courtage est la société captive du GBP, filiale d'Upline Group, spécialisée en matière de Conseil et de Courtage en Assurance. Assureur-Conseil de qualité, Upline Courtage gère, en plus des contrats d'assurance Dommages et les couvertures sociales de l'ensemble des collaborateurs du Groupe Banque Populaire, les contrats Bancassurance destinés aux clients particuliers et les programmes d'assurance d'un certain nombre d'Entreprises clientes du Groupe.